# Bonne
Bonne és un municipi francès situat al departament de l'Alta Savoia i a la regió d'Alvèrnia-Roine-Alps. L'any 2007 tenia 2.599 habitants.

## Demografia

### Població
El 2007 la població de fet de Bonne era de 2.599 persones. Hi havia 1.004 famílies de les quals 220 eren unipersonals (112 homes vivint sols i 108 dones vivint soles), 304 parelles sense fills, 396 parelles amb fills i 84 famílies monoparentals amb fills.
La població ha evolucionat segons el següent gràfic:
Habitants censats

### Habitatges
El 2007 hi havia 1.180 habitatges, 1.011 eren l'habitatge principal de la família, 98 eren segones residències i 71 estaven desocupats. 928 eren cases i 245 eren apartaments. Dels 1.011 habitatges principals, 798 estaven ocupats pels seus propietaris, 192 estaven llogats i ocupats pels llogaters i 21 estaven cedits a títol gratuït; 12 tenien una cambra, 66 en tenien dues, 160 en tenien tres, 209 en tenien quatre i 564 en tenien cinc o més. 912 habitatges disposaven pel capbaix d'una plaça de pàrquing. A 347 habitatges hi havia un automòbil i a 611 n'hi havia dos o més.

### Piràmide de població
La piràmide de població per edats i sexe el 2009 era:
| Homes | Edats   | Dones |
| ----- | ------- | ----- |
| 0     | 95 o +  | 4     |
| 0     | 90 a 94 | 8     |
| 12    | 85 a 89 | 8     |
| 12    | 80 a 84 | 20    |
| 28    | 75 a 79 | 40    |
| 32    | 70 a 74 | 32    |
| 40    | 65 a 69 | 32    |
| 48    | 60 a 64 | 56    |
| 72    | 55 a 59 | 60    |
| 108   | 50 a 54 | 84    |
| 72    | 45 a 49 | 104   |
| 88    | 40 a 44 | 60    |
| 88    | 35 a 39 | 92    |
| 84    | 30 a 34 | 108   |
| 28    | 25 a 29 | 60    |
| 24    | 20 a 24 | 28    |
| 88    | 15 a 19 | 48    |
| 72    | 10 a 14 | 76    |
| 108   | 5 a 9   | 84    |
| 92    | 0 a 4   | 48    |

## Economia
El 2007 la població en edat de treballar era de 1.696 persones, 1.297 eren actives i 399 eren inactives. De les 1.297 persones actives 1.228 estaven ocupades (652 homes i 576 dones) i 69 estaven aturades (32 homes i 37 dones). De les 399 persones inactives 137 estaven jubilades, 143 estaven estudiant i 119 estaven classificades com a «altres inactius».

### Ingressos
El 2009 a Bonne hi havia 999 unitats fiscals que integraven 2.598,5 persones, la mediana anual d'ingressos fiscals per persona era de 27.356 €.

### Activitats econòmiques
Dels 123 establiments que hi havia el 2007, 5 eren d'empreses alimentàries, 2 d'empreses de fabricació de material elèctric, 6 d'empreses de fabricació d'altres productes industrials, 17 d'empreses de construcció, 27 d'empreses de comerç i reparació d'automòbils, 6 d'empreses de transport, 7 d'empreses d'hostatgeria i restauració, 3 d'empreses d'informació i comunicació, 6 d'empreses financeres, 6 d'empreses immobiliàries, 12 d'empreses de serveis, 16 d'entitats de l'administració pública i 10 d'empreses classificades com a «altres activitats de serveis».
Dels 33 establiments de servei als particulars que hi havia el 2009, 1 era una oficina de correu, 2 oficines bancàries, 2 tallers de reparació d'automòbils i de material agrícola, 4 paletes, 3 guixaires pintors, 3 fusteries, 3 lampisteries, 1 electricista, 1 empresa de construcció, 2 perruqueries, 6 restaurants, 2 agències immobiliàries, 1 tintoreria i 2 salons de bellesa.
Dels 13 establiments comercials que hi havia el 2009, 1 era un hipermercat, 1 una gran superfície de material de bricolatge, 3 fleques, 1 una carnisseria, 1 una peixateria, 5 botigues de mobles i 1 una joieria.
L'any 2000 a Bonne hi havia 18 explotacions agrícoles que ocupaven un total de 399 hectàrees.

## Equipaments sanitaris i escolars
L'únic equipament sanitari que hi havia el 2009 era una farmàcia.
El 2009 hi havia 1 escola maternal i 1 escola elemental.

## Poblacions més properes
El següent diagrama mostra les poblacions més properes.